# École mutuelle

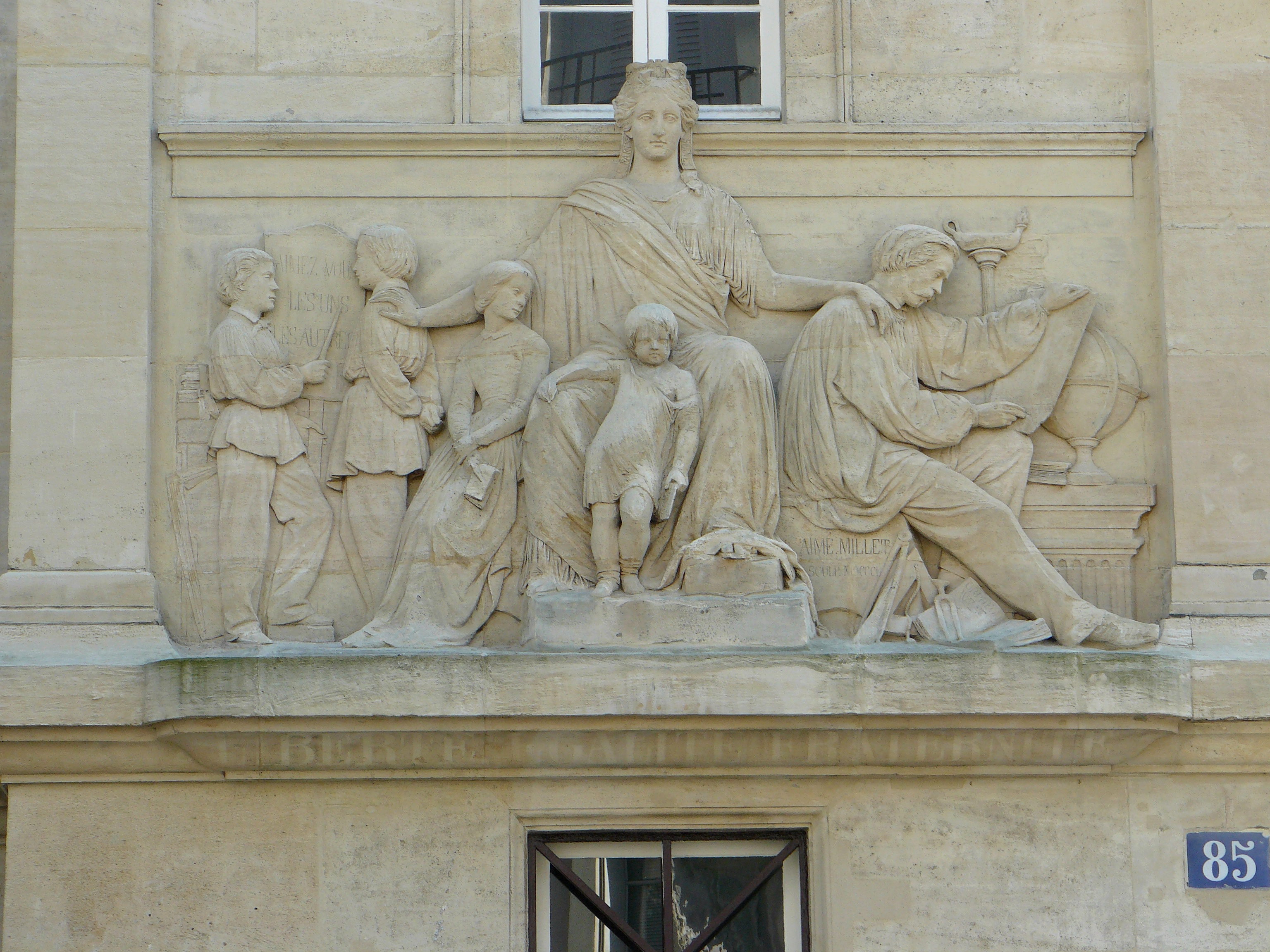
Bas-relief d'Aimé Millet (1850), sur la façade de L'Asile, École mutuelle, École des parents au 85, rue de Vaugirard (Paris) ; sur la gauche, deux élèves s'enseignent mutuellement.

Pour les articles homonymes, voir Enseignement mutuel.
L'École mutuelle, aussi connue sous le nom d'enseignement mutuel, est une méthode d'enseignement qui se développa en France dès 1747, puis en Grande-Bretagne vers 1795.
Elle se diffuse au début du XIXe siècle en Grande-Bretagne, en Italie, en Espagne et en France.
Dès 1618, l'explorateur et écrivain Pietro Della Valle faisait état d'enfants qui, en Inde, s'enseignaient mutuellement une leçon en écrivant sur le sable d'une plage.

## Explication de la méthode mutuelle
Dans l’école mutuelle, l'organisation est totalement différente des méthodes d'enseignement simultané qui prévalaient alors : un seul maître est nécessaire pour faire fonctionner une école jusqu'aux limites d'ordre architectural concernant la capacité d'accueil du bâtiment (jusqu'à plus de 800 élèves). Ce système peut fonctionner à plusieurs étages, avec des moniteurs généraux, des moniteurs intermédiaires etc., jusqu'au niveau le plus bas des élèves débutants, tout le monde apprenant à son niveau et enseignant au niveau inférieur. Ainsi «Un enfant y trouve par définition toujours une place qui correspond à son niveau… Les moniteurs ne sont que provisoirement les premiers dans le précédent exercice de la même matière », et non pas les meilleurs élèves ou les plus âgés comme il sera de règle par la suite.
Le maître unique, juché sur son pupitre commande toute cette organisation, les élèves étant installés sur de longs pupitres mobiles, organisés en configuration variables suivant les matières et les groupes de niveau. La méthode introduit une innovation capitale : l'apprentissage concomitant de la lecture et de l'écriture, et fait appel à des outils pédagogiques encore peu usités, comme l'ardoise qui économise le papier ou les tableaux muraux autour desquels les groupes font cercle au moment prescrit.
Cette pédagogie active et coopérative fonctionne assez bien et permet d'apprendre à lire et à écrire en deux ans, au lieu des cinq ou six ans requis dans l'enseignement reposant sur la méthode en usage jusqu'alors.

## Histoire

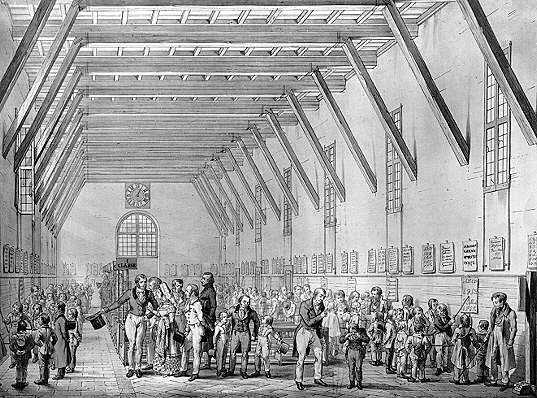
Aquarelle de Giovanni Migliara représentant l'application de la méthode Lancaster-Bell à Milan vers 1820.

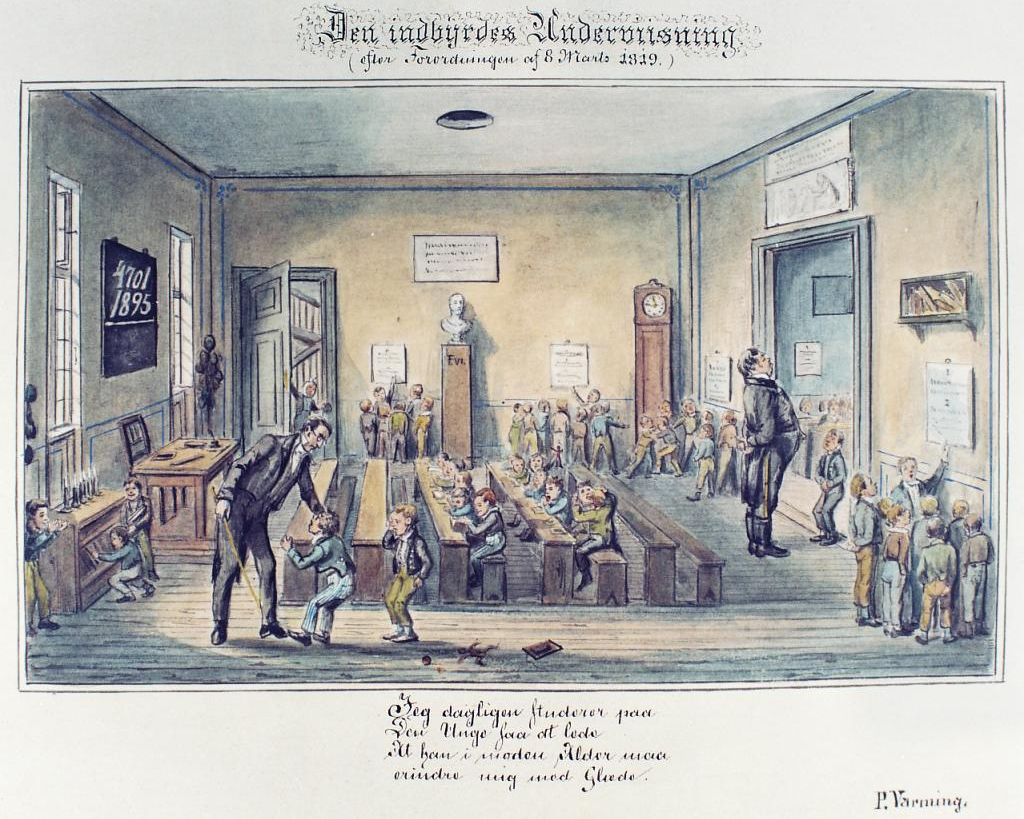
Illustration représentant la méthode « école mutuelle », Bell-Lancaster (par P.C. Klæstrup, avant 1882).

### Andrew Bell
De nombreuses sources, surtout anglophones, attribuent à Andrew Bell la paternité de la méthode[réf. souhaitée], ensuite diffusée en Europe, et connue en France sous le nom d'enseignement mutuel. Bell disait avoir découvert le en:Madras System vers 1795, à Madras, où il était chapelain d'un fort. Pourtant, on peut lire dans l'Annuaire du département de la Haute-Vienne, Limoges, L. Barbou & J.B. Bargeas, 1823 :
« Dès l'année 1747, ce mode d'instruction était en vigueur à Paris, dans une école de plus de 300 élèves, établie, par M. Herbault, à l'hospice de la Pitié, en faveur des enfants des pauvres. Des témoins oculaires dignes de foi ont cité avec éloge, en différentes occasions, les succès obtenus alors par cette méthode, qui, malheureusement, ne survécut pas à son fondateur. En 1772, la charité ingénieuse du chevalier Paulet conçut et exécuta le projet d'appliquer une semblable méthode à l'éducation d'un grand nombre d'enfants, que la mort de leurs parents laissait sans appui dans la société. Ses généreux efforts ayant attiré les regards de Louis XVI, bientôt la munificence éclairée de ce vertueux prince, permit au bienfaiteur de l'orphelin, d'asseoir son établissement sur une base à la fois plus solide et plus étendue. Transportée en Angleterre, durant nos troubles politiques, la méthode de l'enseignement mutuel y a été mise à l'épreuve pendant vingt années consécutives, et n'a dû qu'à l'évidence de ses succès d'être enfin adoptée généralement par une nation dont il est difficile d'égarer l'opinion en matière d'intérêt public. De retour en France, elle a subi des modifications importantes à la faveur desquelles peu d'années ont suffi pour lui concilier le suffrage des meilleurs esprits et la protection du gouvernement. »

### Charles Démia, un précurseur
Charles Démia (1637-1689), prêtre et pédagogue lyonnais, fondateur de plusieurs écoles pour les enfants pauvres, met l'enseignement mutuel en pratique dans les écoles qu'il a fondées, et le présente dès 1688 dans ses Règlements pour les écoles de la ville et diocèse de Lyon. Dans les huit classes d'une école de Démia, le maître enseigne à tour de rôle, et s'appuie sur les élèves qu'il appelle « officiers » : en son absence, ceux-ci aident à la surveillance, font répéter les leçons, corrigent les exercices, et conseillent les plus jeunes
.

### Diffusion en Europe
La méthode d'Andrew Bell fut appliquée en Grande-Bretagne par Joseph Lancaster dans une école qu'il fonda à Southwark. Elle se diffusa en Europe au début du XIXe siècle.
Elle est introduite en Suisse par Grégoire Girard, père franciscain et pédagogue fribourgeois, qui fonda la première école mutuelle à Fribourg en 1816, son succès fit que bon nombre des écoles mutuelles suisses prirent son nom : girardinen.
Elle est développée au Danemark par Joseph Abrahamson.

### Contexte historique en France
Dès 1815 et le retour de la paix, un climat favorable se présente en France pour réaliser les exigences naissantes de l'instruction publique populaire, que les idées de la Révolution française avaient promues mais pas réalisées pour des raisons matérielles, et ébauchées pendant le Premier Empire.
Jusque-là, les méthodes d'enseignement étaient restées très traditionnelles, à l'instar des règles dites de la « méthode simultanée », édictées dès 1684 par Jean-Baptiste de la Salle pour les Frères des écoles chrétiennes : division par niveau, place fixe et individuelle, discipline stricte, travail répétitif et simultané surveillé par un maître inflexible. Pour faire fonctionner ce système organisé, un personnel important et des locaux adaptés sont nécessaires. Concernant la notion de « travail répétitif », on doit cependant signaler que, dès le dernier quart du XVIIIe siècle et avant, l'enseignement « par principes et non par routine » apparaissait dans les différentes disciplines scolaires.
Les congrégations religieuses ayant été à nouveau autorisées à organiser l'enseignement, elles prennent un rapide essor, qui déplaît aux milieux libéraux et anti-cléricaux. Afin d'apporter une alternative à l'enseignement d'inspiration religieuse, une volonté d'instruction publique laïque, également d'émancipation sociale, se développe. Cela se concrétise dans la création d'une association, la Société pour l’instruction élémentaire (SIE), qui essaime rapidement dans la plupart des départements. L'un de ses premiers présidents est l'Abbé Gaultier (~1746 - 1818).
Mais le programme de création d'écoles engagé par la SIE se heurte à une grave pénurie de maîtres. Afin de pallier ces difficultés, une nouvelle méthode d'enseignement, l'enseignement mutuel, dont le modèle est importé d'Angleterre, est promue. Les écoles pratiquant cette méthode sont appelées Écoles mutuelles.

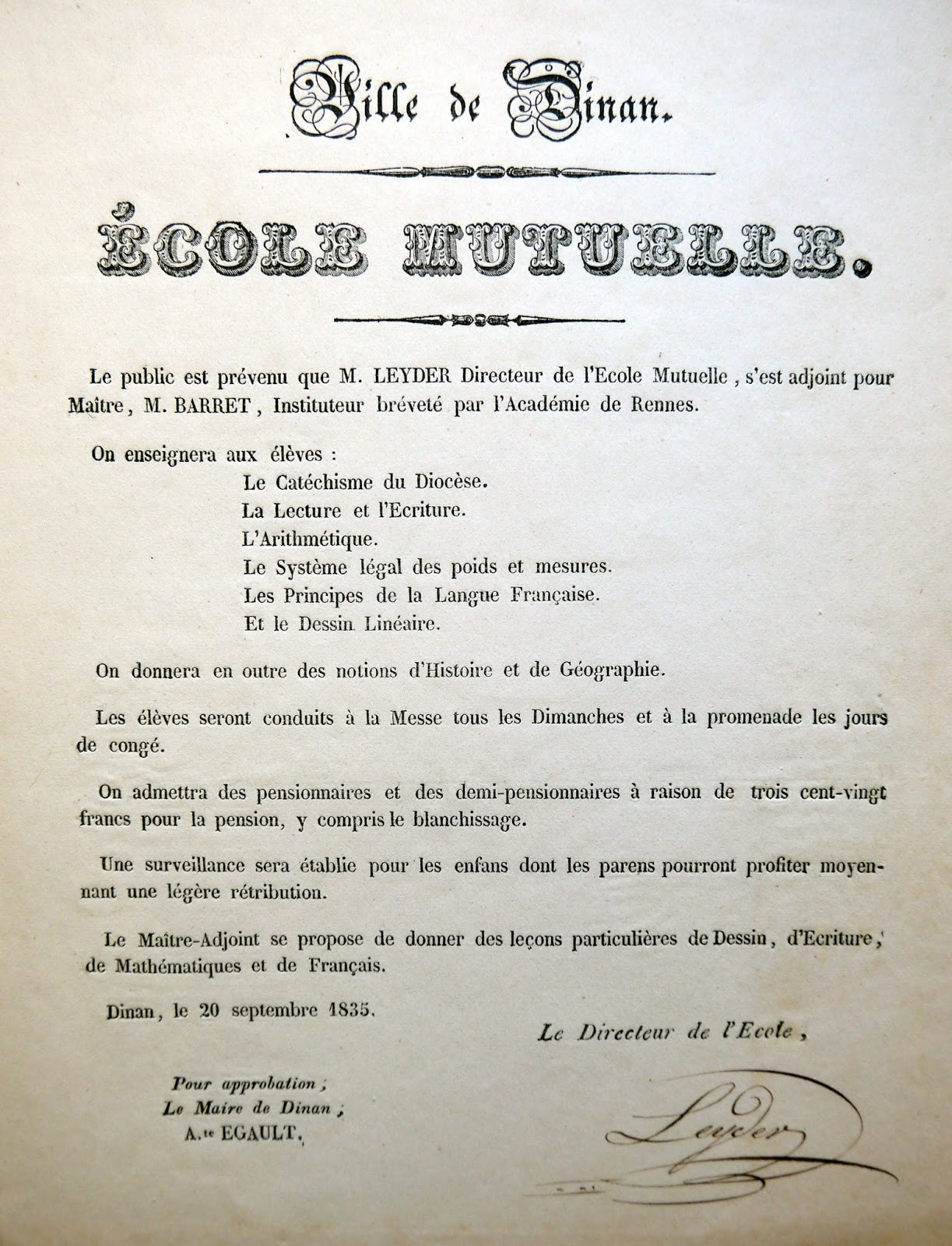
École mutuelle de Dinan (Côtes-d'Armor), 1833.

Dans les années qui suivent la révolution de 1830, plus de 2 000 écoles mutuelles existent, principalement dans les villes, en concurrence avec les écoles confessionnelles. Cette implantation très majoritairement citadine s'explique par le fait que cet enseignement s'applique à de lourds effectifs (bien que certains de ses théoriciens l'aient jugé applicable à une cohorte de cinquante élèves).
L'Église catholique s'oppose au développement de l'enseignement mutuel, notamment en y relevant l'influence des libéraux, athées ou protestants et à cause de la menace qu'elle pourrait constituer pour l'ordre social. L'Église catholique considère alors que « reconnaître une forme d’autorité aux enfants eux-mêmes menace l’ordre social ». L'enseignement mutuel est interdit par le pape Léon XII en 1824.
Cette opposition est reprise par les ultraroyalistes dont l'influence au gouvernement augmente à partir de 1820, conduisant à des fermetures d'écoles mutuelles. En 1828, un ministère de l'Instruction publique est créé.
Après les Trois Glorieuses en 1830, les écoles mutuelles peuvent se développer à nouveau pour une courte période. Néanmoins en 1833, François Guizot, ministre de Louis-Philippe, veut une instruction primaire dirigée par l'État et centralisée. Il promeut une nouvelle loi visant à organiser l'éducation primaire, et à contrôler la formation des maîtres par la création d'écoles normales. Il tranche aussi, sur les méthodes pédagogiques, pour l'enseignement simultané sur le modèle des écoles des frères des écoles chrétiennes (ou lasalliens), au détriment de l'enseignement mutuel, à l'encontre de beaucoup de libéraux.L'école mutuelle est alors menée en quelques années à la marginalisation.
Selon Sylvie Jouan, l'argument central qui a justifié le choix et la généralisation du modèle de l'enseignement simultané face à l'enseignement mutuel était l'idée qu'il était nécessaire et indispensable à la bonne moralité des élèves que ceux-ci soient placés en présence continue d'un maître, qui ne pouvait être un pair. Au savoir et au développement intellectuel devait nécessairement s'associer le développement moral voire religieux que seul le contact direct avec un maître adulte, qui soit un modèle et une autorité morale, pouvait assurer. Cet impératif d'un rapport d'autorité plutôt que des considérations didactiques impliquaient la transmission directe par le maître et par conséquent l'abandon du système des écoles mutuelles dont la carence selon ses détracteurs était de priver les élèves de la présence du maître, garant moral de leur éducation. Sylvie Jouan a également montré, en analysant l'argumentaire critique de l'enseignement mutuel sous la Restauration puis au début de la 3e République, que la critique se cristallise effectivement sur les élèves moniteurs.

## Hommage
Dans un écrit de jeunesse, en 1819, Victor Hugo a soumis au concours de l'Académie française une poésie intitulée Discours sur les avantages de l’Enseignement mutuel ; deux extraits :
« J’écoute mal un sot qui veut que je le craigne,
Et je sais beaucoup mieux ce qu’un ami m’enseigne »
« Vois-les, près d’un tableau, sans dégoûts, sans ennuis,
Corrigés l’un par l’autre, et l’un par l’autre instruits »

## Héritage de l'enseignement mutuel
L"enseignement mutuel existe avant et indépendamment de l'école mutuelle. Il perdure en présentiel et aussi à distance. L'apprentissage par les pairs ou pairagogie est une autre façon de le nommer, rassemblant des techniques favorisant l'enseignement collaboratif et l'apprentissage collaboratif.

### Lernen durch Lehren (LdL) - Enseigner pour apprendre

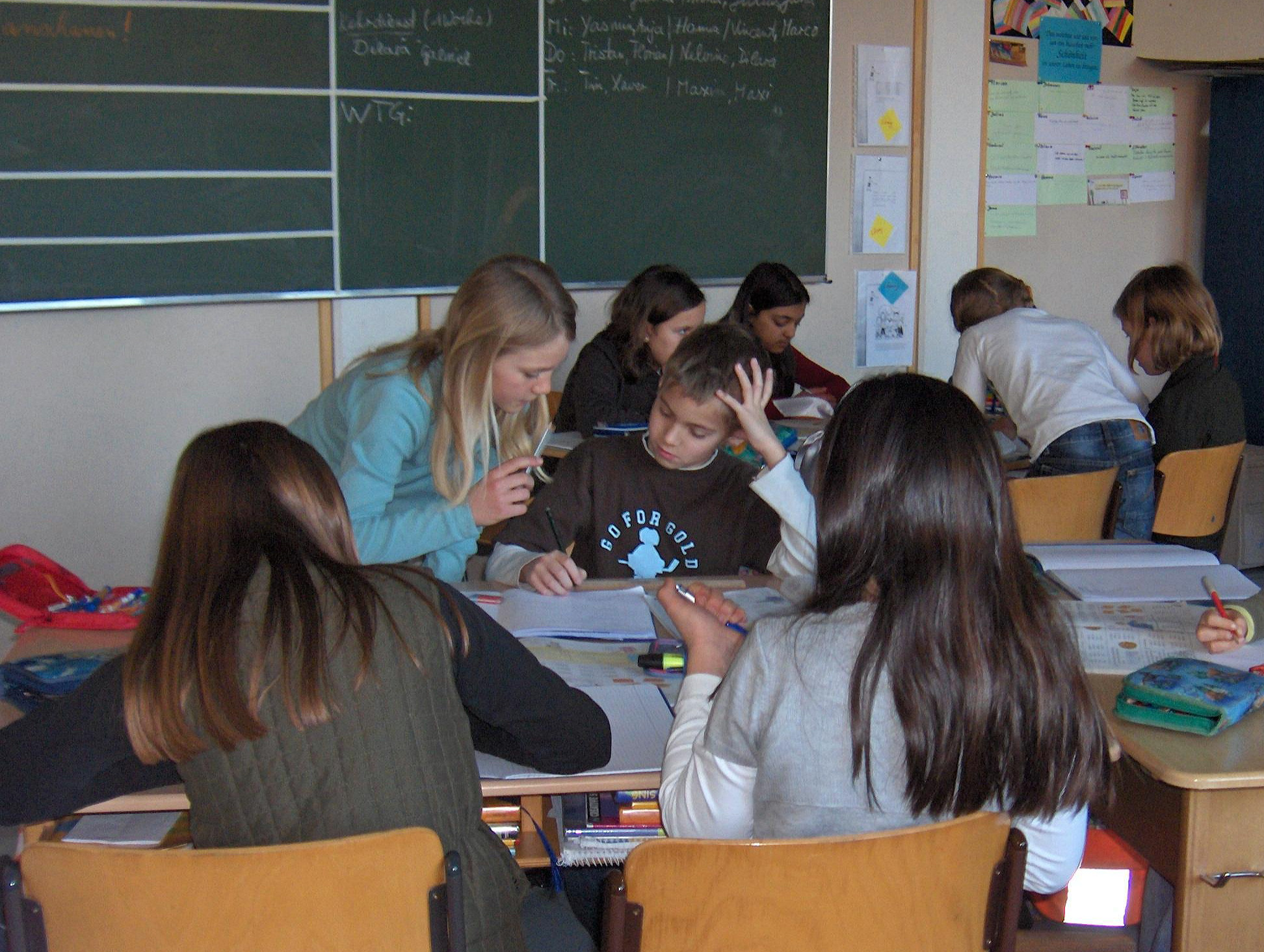
Une classe de mathématiques suivant les principes de LdL (2008).

Sans qu'il se soit appuyé sur la tradition décrite ci-dessus, le principe de l'enseignement mutuel a été « redécouvert » dans les années 1980 en Allemagne par Jean-Pol Martin, Professeur de Français Langue Etrangère à l'Université d'Eichstätt (Bavière). La méthode, fondée dès 1983 sur les neurosciences et sur la psychologie de la cognition, est largement répandue en Allemagne sous le nom de Lernen durch Lehren (LdL) (apprendre en enseignant), et est appliquée dans toutes les matières et à tous les niveaux d'enseignement, de l'école élémentaire à l'université. S'appuyant sur les neurosciences, Martin définit métaphoriquement le participant comme neurone et le groupe d'apprenants comme réseau neuronal. Des interactions émerge le savoir. En France, Jean-Pierre Decroix, formateur à l'école de la deuxième chance, a découvert les travaux de Martin en 2015 et en a fait l'objet de sa thèse . Sur la base de ses autres publications  les travaux de Jean-Pierre Decroix connaissent une large réception et LdL est actuellement intégré sur tout le territoire dans des écoles de la deuxième chance sous le nom "EP3A" : "Le dispositif EP3A: Il est composé de 3 étapes, et permet à ses usagers, d'apprendre une notion dans le but de l'enseigner à d'autres, et de réfléchir aux compétences mises en œuvre durant cet apprentissage."

### La «classe mutuelle» du lycée Dorian
Une « classe mutuelle », proche du système de Madras, est mise en place en 2015 au Lycée Dorian à Paris
.
Une séance s'y compose de trois séquences :
1. 20 minutes de cours classique, pendant lequel l'enseignant dispense les notions de base,

1. 50 minutes de "séquence mutuelle", durant laquelle les élèves s'expliquent mutuellement le cours ou les exercices, grâce aux nombreux tableaux,
2. 10 minutes de bilan, durant laquelle les tableaux sont corrigés.

Ici, les élèves peuvent circuler librement dans la salle de classe et chacun peut être « moniteur » en fonction de ses connaissances et compréhension du sujet
.

### En Inde et sur le Web
Marc Tirel, dans son article « La puissance inquiétante de l’école mutuelle » fait un rapprochement entre l'école mutuelle et l'expérience de Sugata Mitra, professeur anglais d’origine indienne qui a mené une expérience de dix ans en Inde, « The Hole in the Wall », dont le concept « Minimally Invasive Education » réinscrit l’enseignement mutuel comme processus pédagogique redoutablement efficace. Sa méthode est celle de Self Organised Learning Environment (SOLE) utilisant à la fois l’apprentissage par les pairs et l’apprentissage coopératif. Voir la vidéo « Sugata Mitra shows how kids teach themselves ».

### Autres expériences
Marc Tirel, dans l'article cité ci-dessus, fait mention de deux expériences en cours qui peuvent apparaître comme une évolution moderne du concept d'école mutuelle : l'une à Lyon est l’université partagée Lyon Zéro dont le slogan est : « Déscolarisons la connaissance pour en faire un bien commun permanent et accessible à tous », et l'autre est P2PU sur internet, une formation ouverte et à distance où tout un chacun peut devenir enseignant ou apprenant, utiliser les cours en ligne ou en créer.